# Наследницкий (посёлок остановочного пункта)
Насле́дницкий — посёлок остановочного пункта в Брединском районе Челябинской области России. Входит в состав Наследницкого сельского поселения.

## География
Расстояние до районного центра посёлка Бреды составляет 20 км.

## Население
| 2002 | 2010 |
| ---- | ---- |
| 68   | ↗117 |

### Половой состав
По данным Всероссийской переписи, в 2010 году численность населения посёлка составляла 117 человек (51 мужчина и 66 женщин).

## Улицы
Уличная сеть посёлка состоит из 2 улиц (Линейная и Просторная).

## Транспорт
В посёлке расположен одноимённый остановочный пункт Южно-Уральской железной дороги на участке Карталы I — Орск Уральского хода.